# Daniela Golpashin

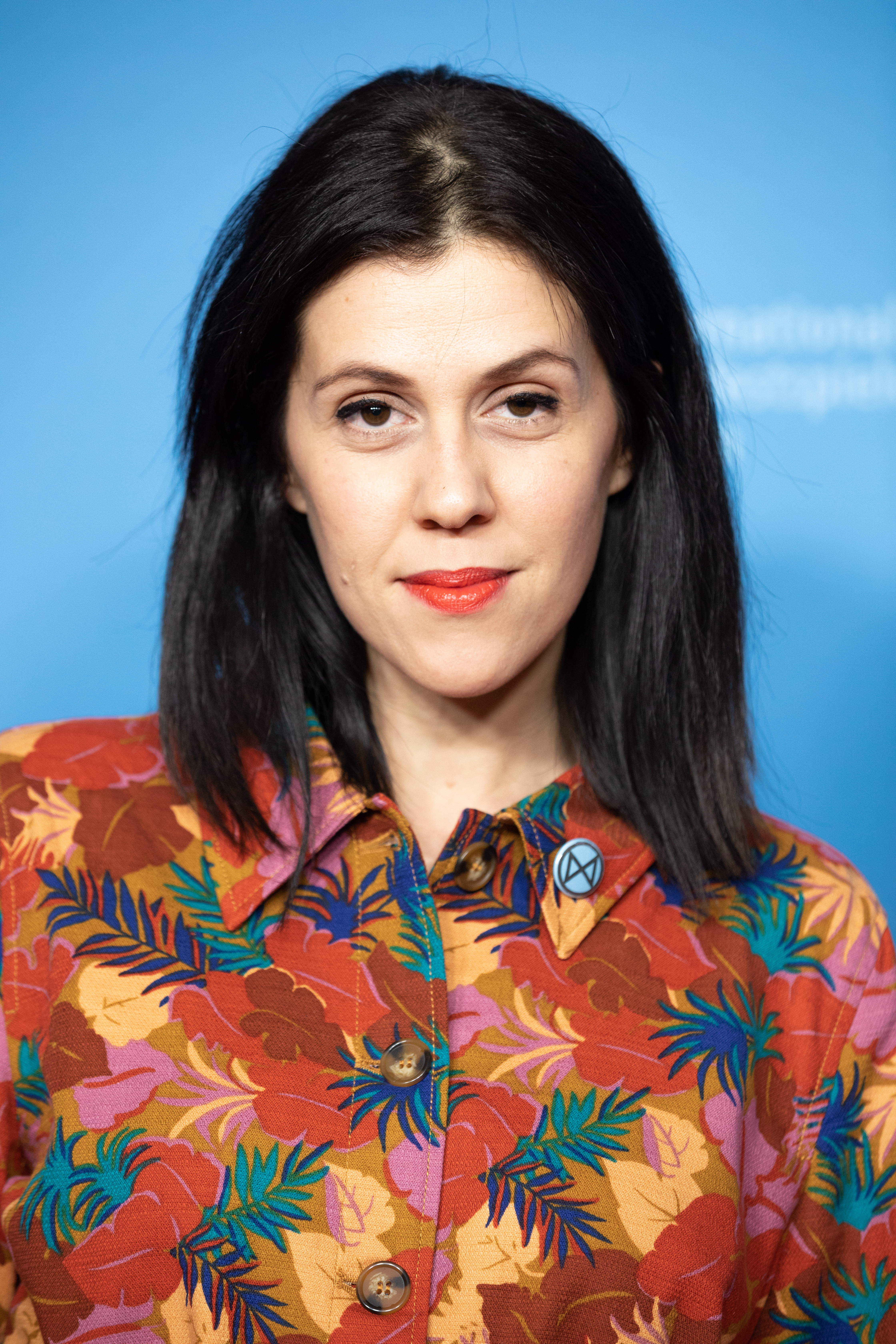
Daniela Golpashin (Berlinale 2020)

Daniela Golpashin (* 2. Juni 1985 in Wien) ist eine österreichische Theater- und Filmschauspielerin und Sprecherin.

## Leben und Leistungen
Golpashin ist Tochter eines Iraners und einer Österreicherin mit iranischen Wurzeln. Allerdings war sie noch nie im Iran und spricht auch kein Persisch. Ihre Eltern waren geschieden und sie wuchs mit ihrer Mutter und ihrer älteren Schwester Doris Golpashin im 7. Wiener Gemeindebezirk Neubau auf.
Golpashin studierte von 2002 bis 2008 am Konservatorium der Stadt Wien. Vor dem ersten Ausbildungsjahr stand sie u. a. für eine Trautmann- und eine Kommissar Rex-Episode vor der Kamera. Ihren Durchbruch feierte sie mit nur 21 Jahren in Robert Dornhelm`s in Englisch gedrehtem Historien-Zweiteiler Kronprinz Rudolfs letzte Liebe als dessen Frau Prinzessin Stephanie von Belgien an der Seite von Klaus Maria Brandauer, Omar Sharif und Birgit Minichmayr. Für ihre erste Hauptrolle wurde sie mit dem Fernsehpreis Romy in der Kategorie Weiblicher Shootingstar ausgezeichnet.
2008 machte sie Bekanntschaft mit Paulus Manker, der sie für sein Polydrama Alma-a Show Biz ans Ende von Joshua Sobol als Alma Mahler auf die Bühne holte. Sie gab die Titelrolle erstmals im Kurhaus Semmering, es folgten zwei weitere Produktionen im ehemaligen Wiener k.k. Post und Telegrafenamt, wo die radikale Aufführung für Furore sorgte. 2010 führte sie diese Rolle auch nach Jerusalem, wo sie laut Kritikern und Publikum als Alma auf Englisch brillierte.
Seit 2010 ist sie festes Ensemblemitglied am Theater in der Josefstadt. Sie debütierte unter der Regie von Intendant Herbert Föttinger als Leopoldine Schrabacher in Peter Turrinis und Silke Hasslers KZ-Volksoperette Jedem das Seine.
Parallel spielte sie ihre erste Kinohauptrolle an der Seite von Christoph Luser für die Lotus Film in dem Titel Stillleben, der im Januar 2011 fertiggestellt wurde. Das Erstlingswerk von Sebastian Meise hatte seine Weltpremiere beim Internationalen Filmfestival von San Sebastian und wurde mit einer Special Jury mention ausgezeichnet.
Der Film war auf zahlreichen internationalen Festivals zu sehen, so wie dem Max Ophüls Film Festival oder dem Rotterdam Film Festival. Außerdem wurde der Film mit dem Hauptpreis der Diagonale ausgezeichnet. An der Josefstadt spielte sie die Constanze Weber in Amadeus von Peter Shaffer und die „Peppi“ in Der böse Geist Lumpazivagabundus in einer Inszenierung von Georg Schmiedleitner., musikalisch untermalt von den Sofa Surfers.
2011 übernahm sie die Hauptrolle in Barbara Gräftners Kinofilm Endlich Weltuntergang, einer skurrilen Satire über die Mayaprophezeiung zum Jahr 2012. Im österreichischen, mit dem Grimme-Preis ausgezeichneten Tatort Angezählt übernahm sie die Rolle der jungen Mutter „Nora“ unter der Regie von Sabine Derflinger. An der Josefstadt spielte sie 2012 in Lilly Brets Chuzpe. Seit 2013 ist sie nur noch als Gast an verschiedenen Theatern, nicht mehr als Ensemblemitglied an der Josefstadt. Für das Volkstheater Wien stand sie für das Zweipersonen Stück Rozznjogd von Peter Turrini auf der Bühne. 2014 lieh sie für die Zeichentrickserie Hexe Lilli der titelgebenden Hauptfigur ihre deutsche und englische Stimme. Dem deutschen Publikum wurde sie bekannt durch den von Marvin Kren gedrehten Tatort Die Feigheit des Löwen, in dem sie die Hauptrolle „Raja Hoffmann“ übernahm. Mit Kren sollten weitere Arbeiten folgen. Der Film lief auf dem Filmfest Hamburg. In der Saison 2016/17 übernahm sie am Theater in der Josefstadt in der Uraufführung von Monsieur Claude und seine Töchter unter der Regie von Folke Braband die Rolle der Adele. Der Publikumshit wurde und in der Saison 2017/18 übernommen. Unter der Regie von Michael Schottenberg stand sie im selben Jahr in der Titelrolle als Mädl aus der Vorstadt von Johann Nepomuk Nestroy auf der Bühne. In der Fiction Dokumentation von Fritz Kalteis stand sie als letzte Kaiserin von Österreich, Kaiserin Zita in „Der Verrat des Kaisers“ neben Raphael von Bargen vor der Kamera. Sie arbeitete 2017 erneut mit Marvin Kren für den Landkrimi: Grenzland, der seine Premiere auf der Diagonale 2018 in Graz feierte. 2019 stand sie für die 8-teilige Miniserie Freud (Netflix, Bavaria, ORF) vor der Kamera, die 2019 auf der Berlinale Premiere feierte. Sie spielte Sigmund Freuds Schwester Anna. Erneut führte Marvin Kren Regie. In der ORF Stadtkomödie „Die Unschuldsvermutung“ von Jedermann Regisseur Michael Sturminger übernahm sie 2020 eine Hauptrolle.
Golpashin ist Mitglied der Akademie des Österreichischen Films, der Romy Akademie. Sie ist die jüngere Schwester von TV-Moderatorin Doris Golpashin.

## Filmografie
- 2004: Kommissar Rex – Ein Toter und ein Baby, TV-Serie
- 2005: Trautmann 10: Die Hanno Herz Story, Regie: Thomas Roth
- 2006: Kronprinz Rudolf, 2 Teiler Regie: Robert Dornhelm
- 2006: Dorfes Donnerstalk, 3 Folgen, Regie: David Schalko
- 2007: Die Slupetzkis, 2 Teiler, Regie: Claudia Jüptner-Jonsthoff
- 2008: SOKO Kitzbühel – Jagatee, TV-Serie
- 2008: Und ewig schweigen die Männer, Regie: Xaver Schwarzenberger
- 2009: Schnell ermittelt – Iris Litani, TV-Serie, Regie: Michi Riebl
- 2009: Meine Tochter nicht, Regie: Wolfgang Murnberger
- 2010: Stillleben, Regie: Sebastian Meise
- 2011: Die Lottosieger, 2 Folgen, Regie: Leo Bauer
- 2012: Endlich Weltuntergang, Regie: Barbara Gräftner
- 2013: Der Wagner-Clan. Eine Familiengeschichte (Der Clan. Die Geschichte der Familie Wagner)
- 2013: Tatort – Angezählt, Regie: Sabine Derflinger
- 2013: miss t.erner „What we are“ (Musikvideo): Regie: Jan Zabeil
- 2014: Hexe Lilli-Staffel 3 – Rolle Stimme Lilli, (englisch und deutsch) Regie: Anne Corinne Welther, Dean Welterlein.
- 2014: Tatort – Die Feigheit des Löwen, Regie: Marvin Kren
- 2014: Blockbuster – Regie: Vlado Priborsky
- 2015: Mutter – Regie: Christian Müller
- 2016: Clara – Regie: Aljoscha Wuzella
- 2017: Landkrimi – Grenzland – Regie: Marvin Kren
- 2017: Universum History – Der Verrat des Kaisers – Regie: Fritz Kalteis
- 2018: Universum History – Unser Wien – Die Geschichte der Familie Erdheim – Regie: Katharina Heigl
- 2019: SOKO Kitzbühel – „Die falschen Fremden“ – Regie: Claudia Jüptner
- 2019: Heim ist, wo die Narben sind: Filmakademie Wien – Regie: Matthias Seebacher
- 2019: Walking on Sunshine – Regie: Chris Raiber
- 2019, 2021: SOKO Donau – Regie: Holger Gimpel
- 2019: Taktik (Kinospielfilm) – Regie: Hans Günther Bücking und Marion Mitterhammer
- 2019: Freud – Regie: Marvin Kren
- 2020: Die Freundin meines Vaters – Regie: Michael Kreihsl
- 2021: Ich und die Anderen – Regie: David Schalko
- 2021: Stadtkomödie – Die Unschuldsvermutung – Regie: Michael Sturminger
- 2021: Stadtkomödie – Man kann nicht alles haben – Regie: Michael Kreihsl
- 2021: Zimmer mit Stall – „Schwiegermutter im Anflug“ – Reihe – Regie: Sebastian Stern
- 2022: Taktik
- 2022: Apocalypse Please!
- 2023: SOKO Linz – Einmal um die Welt (Fernsehserie)
- 2023: Am Ende wird alles sichtbar
- 2024: Die Herrlichkeit des Lebens
- 2024: Zwei gegen die Bank (Fernsehfilm)

## Auszeichnungen
- Romy 2007 in der Kategorie Weiblicher Shootingstar
- 2012 Special Jury Mention auf dem IFF San Sebastian: für „Stillleben“.
- 2012 Diagonale Hauptpreis: für „Stillleben“ als bester Film
- 2012 Nominierung Max Ophüls Preis: für Stillleben
- 2013 Grimme-Preis für Tatort Angezählt
- 2011 Nestroy Theater Preis für Paulus Manker (für das Stück „Alma“)
- 2017 Nestroy Theater Preis Nominierung Bronski und Grünberg Theater
- 2020 Romy (beste Produktion) für Freud

## Theater
- 2008–2010: Alma – A Show Biz ans Ende (ALMA 1) von Joshua Sobol, Regie: Paulus Manker
- 2009–2013: festes Ensemblemitglied am Theater in der Josefstadt
- seit 2015: Gast an verschiedenen Häusern: Volkstheater Wien, Theater in der Josefstadt
- 2018–2020: Bronski und Grünberg Theater: Titanic, Exorzist
- 2020: Der Zerrissene, Nestroy, Sommertheater Haag

## Sonstiges
Lesung Wachau in Echtzeit/Rozznjogd, Peter Turrini
Lesung Literatur im Nebel/JM Coetzee, Bettina Hering
Lesung 100 Jahre Kammerspiele Der Liebe Pfade, Regie: Herbert Föttinger